# Туризм в Ирландии

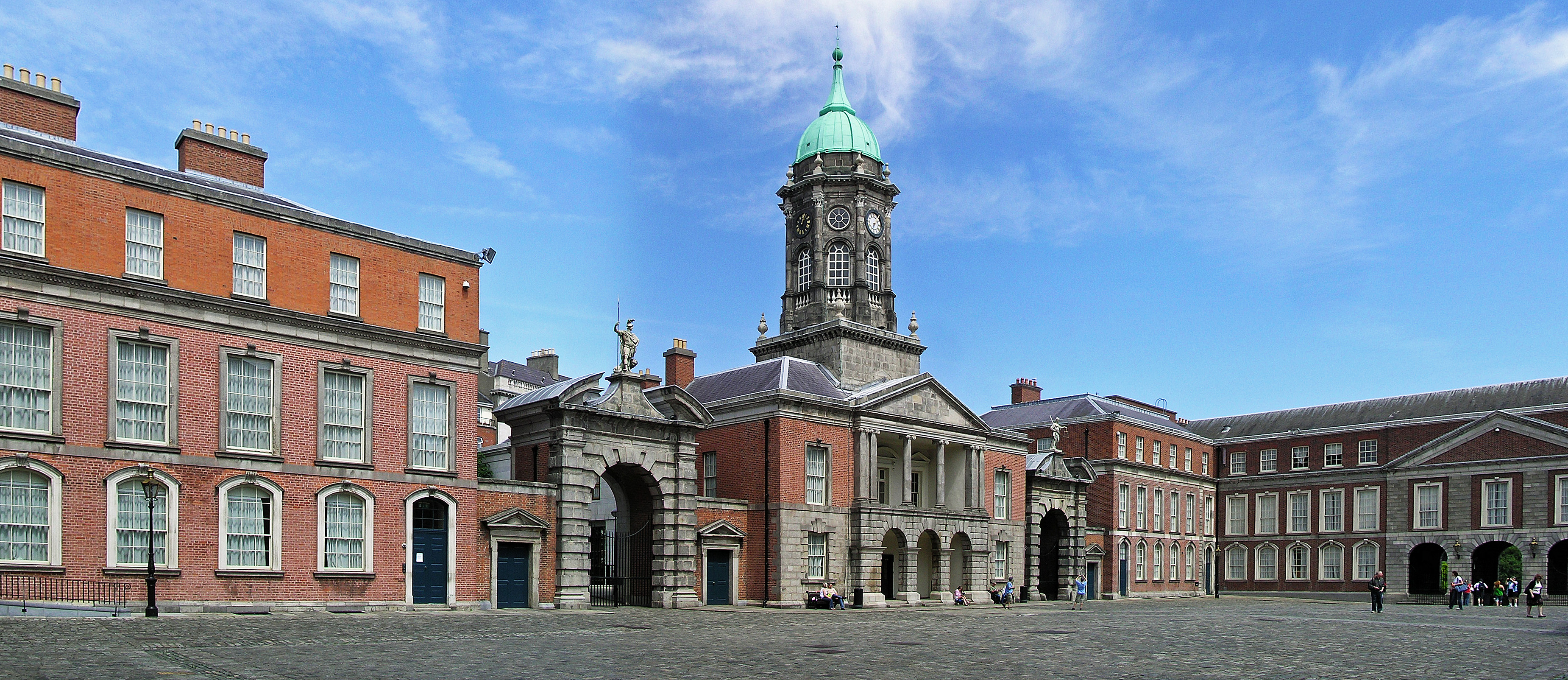
Дублинский замок

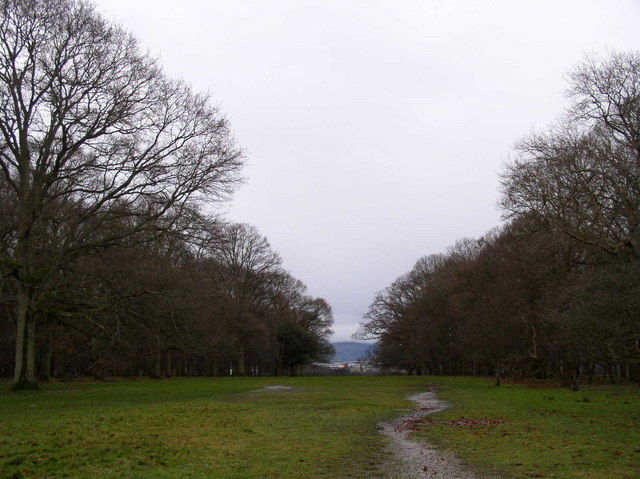
Феникс-парк в Дублине, один из крупнейших в мире городских общедоступных парков

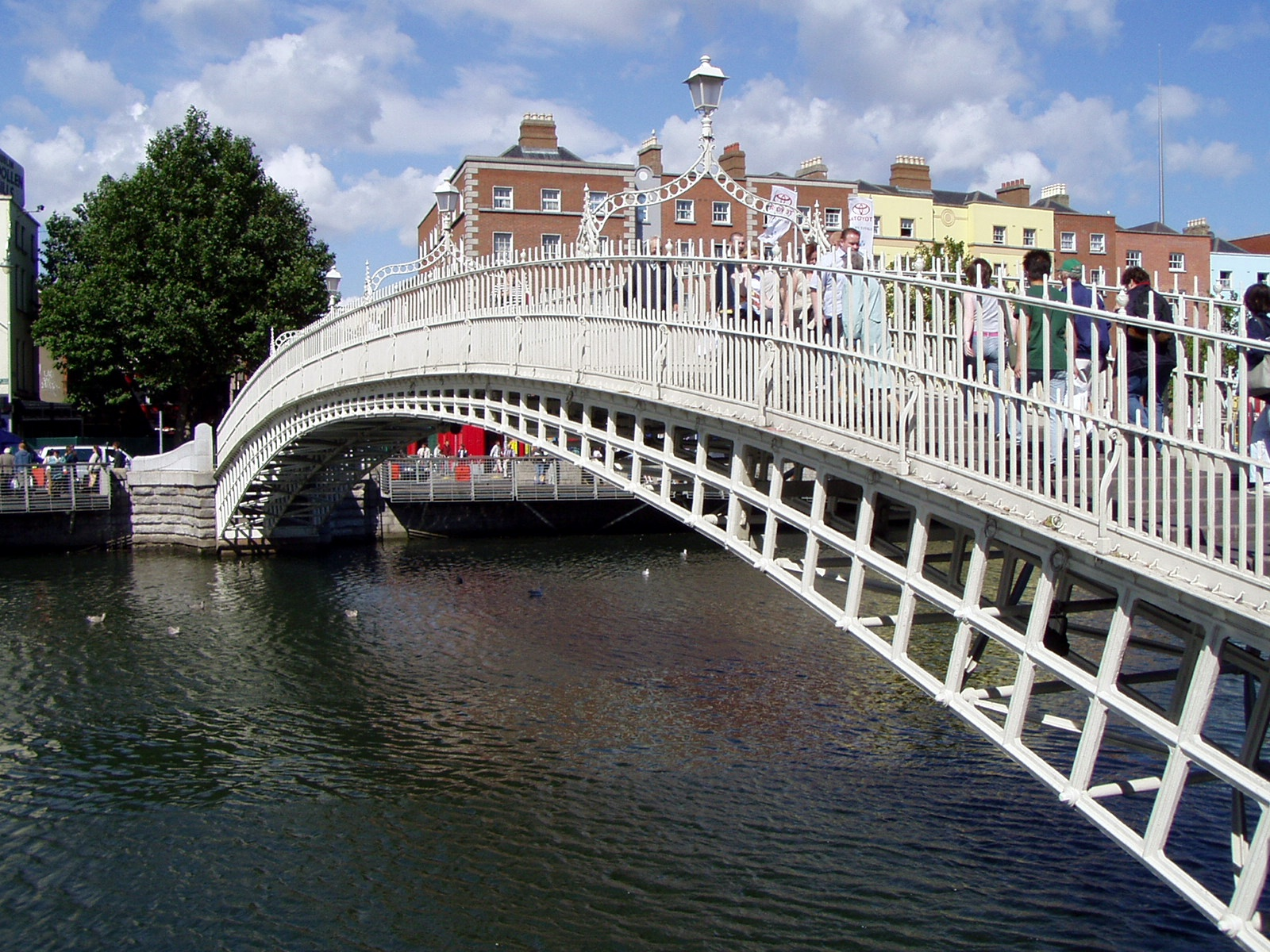
Мост Полпенни в Дублине

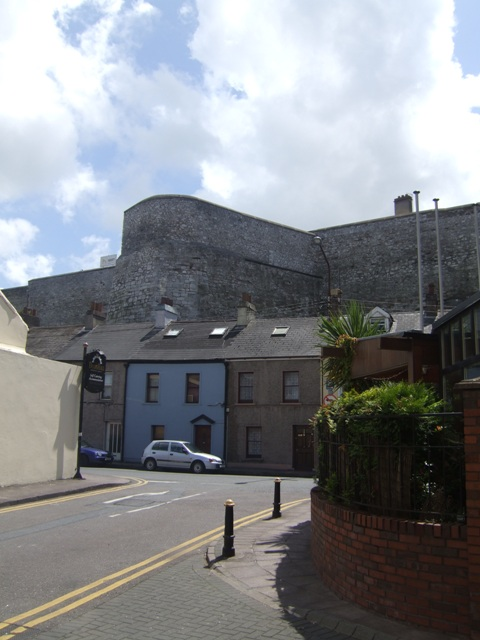
Форт-Элизабет в Корке

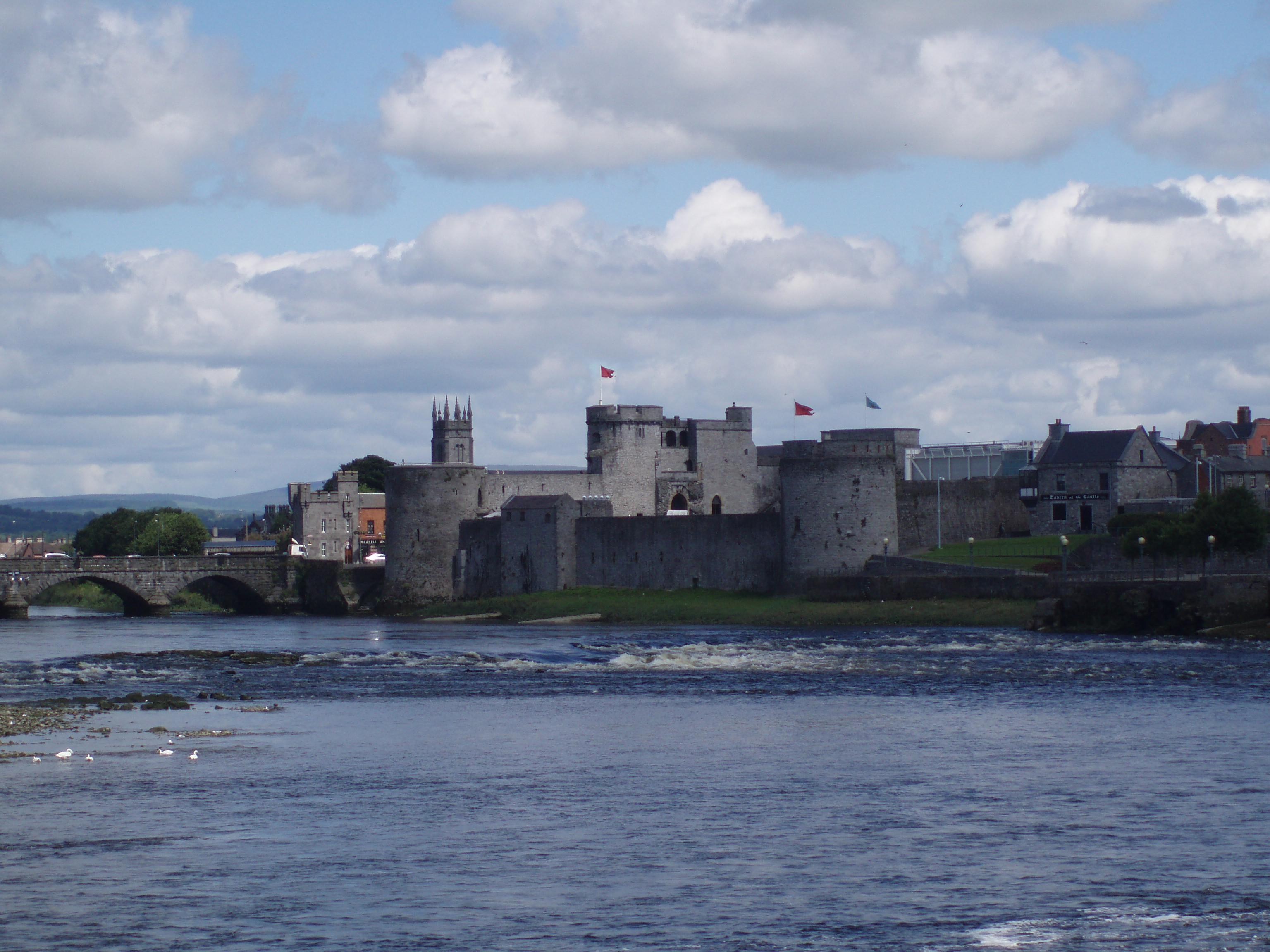
Замок короля Иоанна в Лимерике

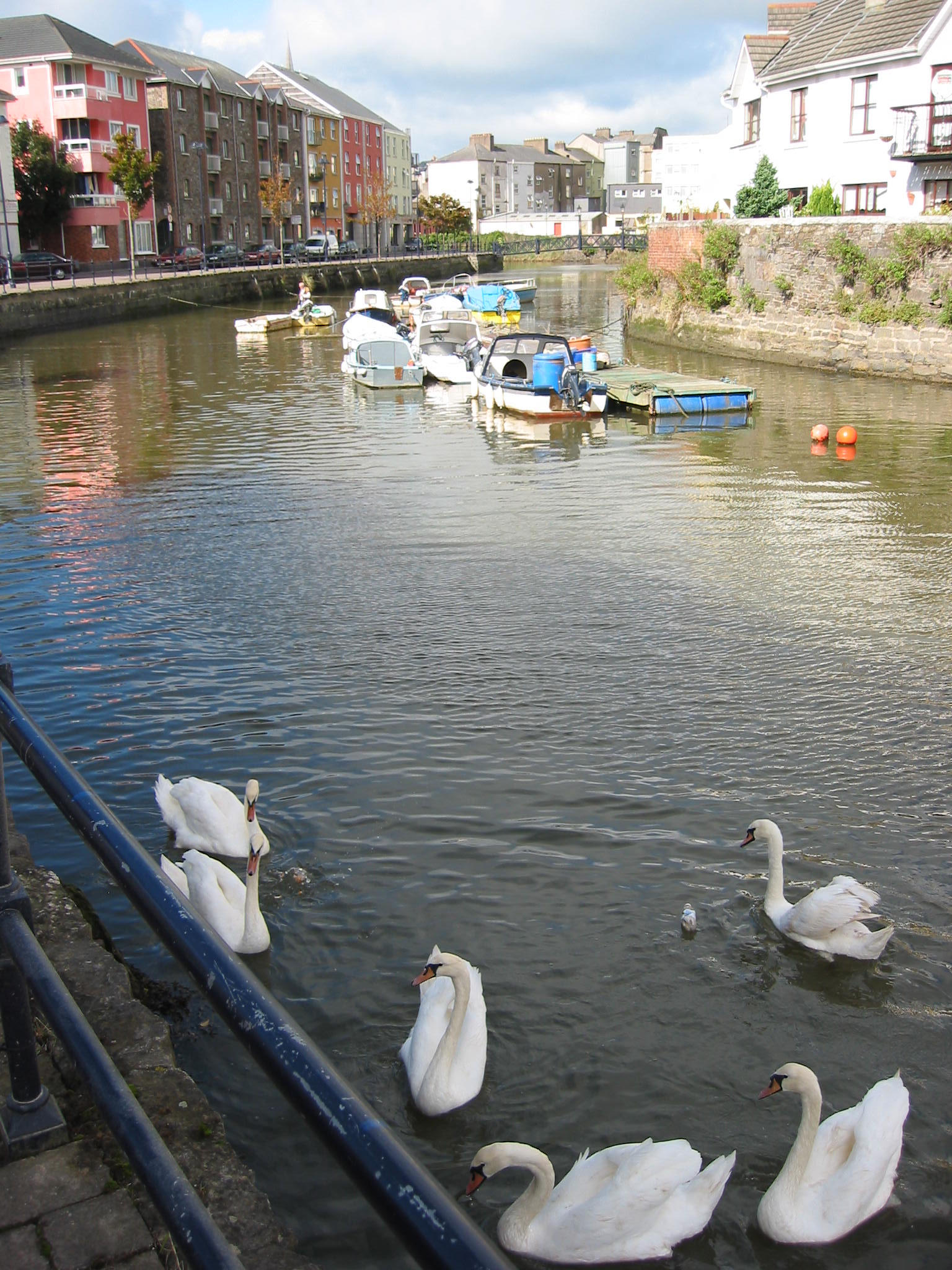
Набережная в Уотерфорде

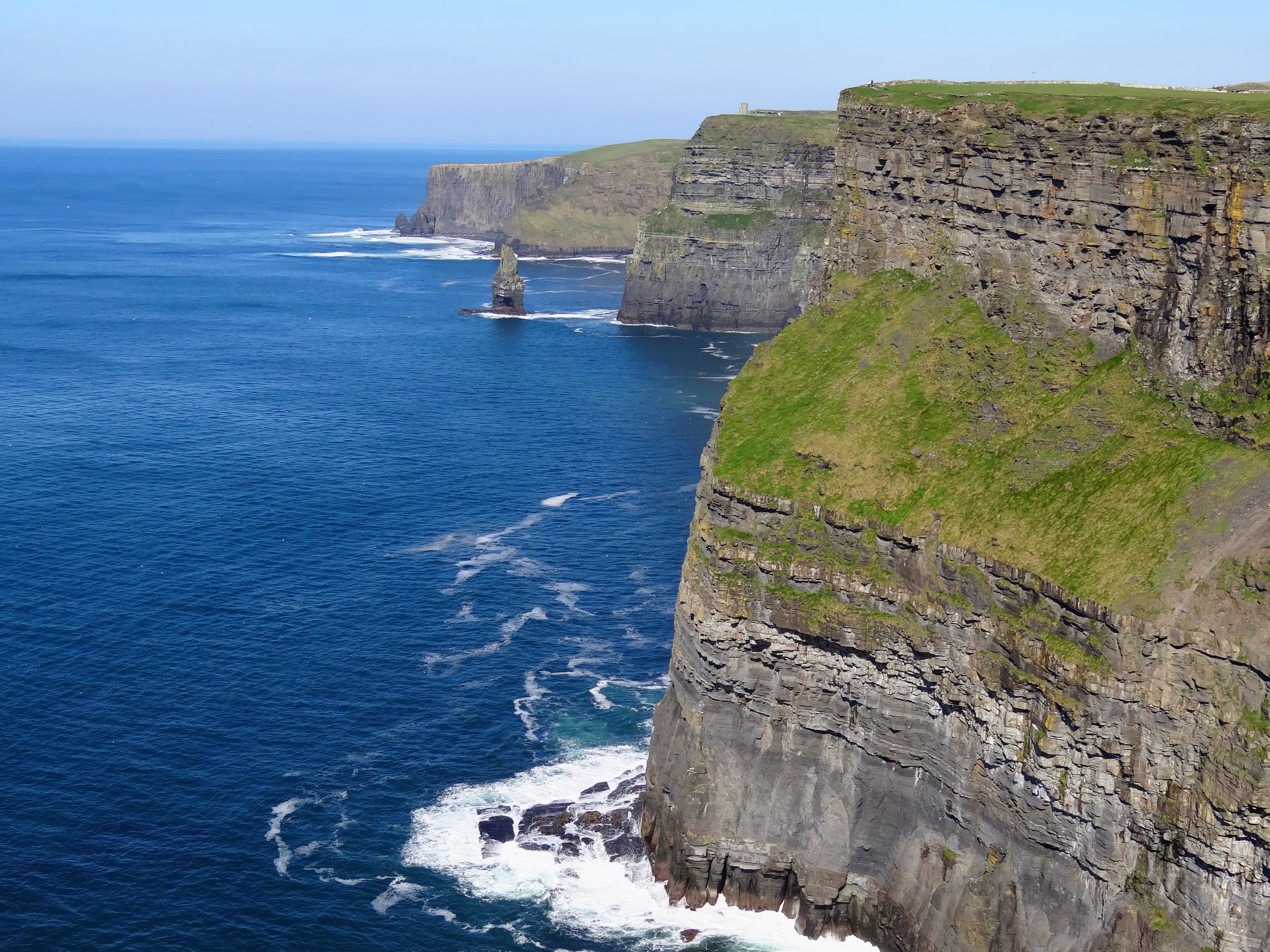
Утёсы Мохер в графстве Клэр ежегодно посещает свыше 1 миллиона человек

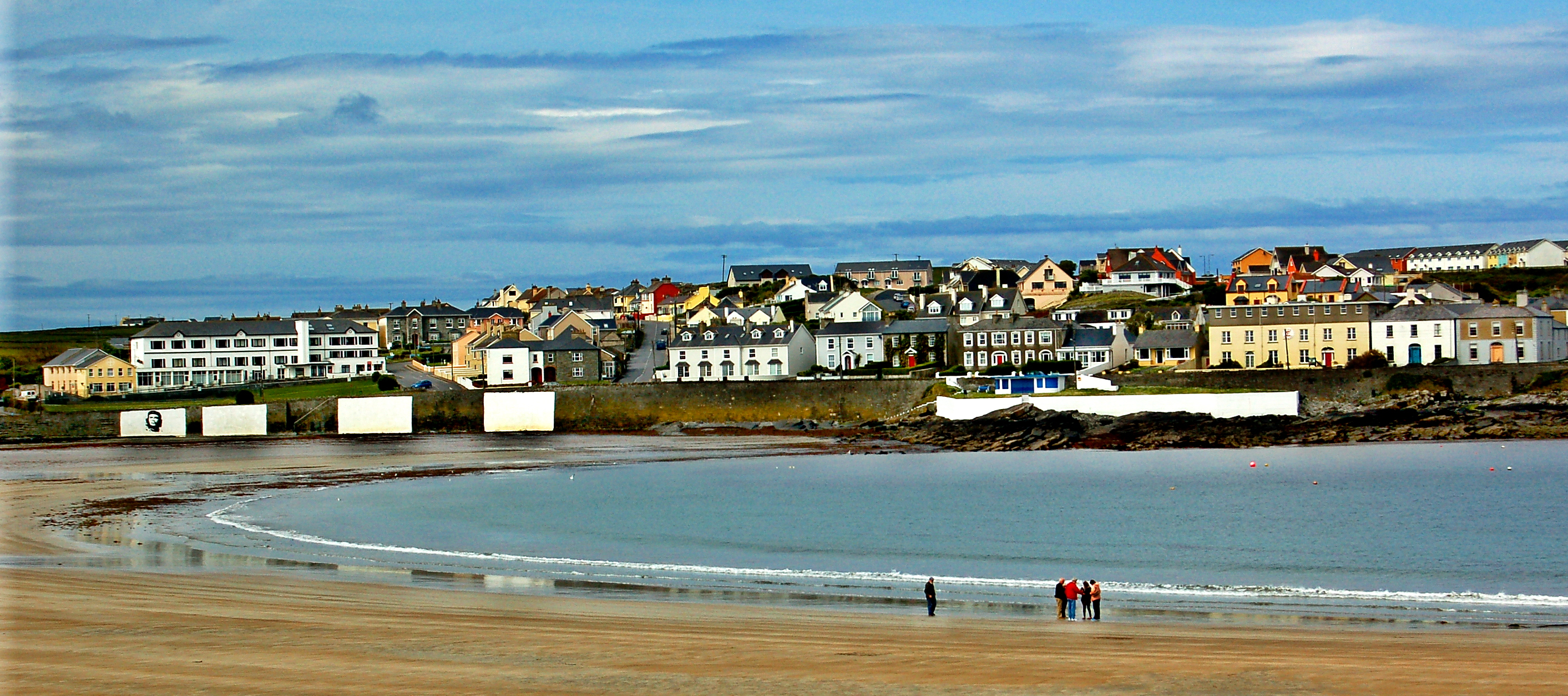
Городской пляж в Килки

Туризм в Ирландской Республике является одним из важных секторов экономики, поскольку страну ежегодно посещает более чем 6,2 млн туристов, что примерно в 1,4 раза больше собственного населения Ирландии. В туристической отрасли Ирландии занято более 200 000 человек, а ежегодный доход от туризма составляет порядка € 5 млрд. В 2011 году читатели Lonely Planet признали Ирландию «лучшим местом для отдыха в мире», город Корк — одним из десяти лучших городов мира, а ирландский сайт DiscoverIreland.com, был назван лучшим туристическим сайтом в мире. Большинство туристов, посещающих Ирландию, приезжают из Великобритании, США, Германии и Франции.

## Транспортное сообщение с Ирландией
Основной поток туристов попадает в Ирландию по воздуху. Национальным авиаперевозчиком Ирландии является компания Aer Lingus, которая обслуживает такие направления как Европа, Северная Америка и Северная Африка, но подавляющее большинство рейсов из континентальной Европы осуществляется другой ирландской авиакомпанией — лоукостером Ryanair. В Ирландии имеется три крупных международных аэропорта — Шэннон, аэропорт Дублина и аэропорт Корка. Дублинский аэропорт на сегодняшний день является самым загруженным, в 2011 году на него приходилось более 80 % пассажирского потока в/из Ирландии. Наряду с тремя крупнейшими международными аэропортами, имеются аэропорты городов Нок и Керри, которые обслуживают рейсы в Европу.
Туристы из континентальной Европы и Великобритании могут также въехать в Ирландию морским путём, на паромах из Роскофа и Шербура во Франции, Ливерпуля, Пембрук-Дока, Фишгарда и Холихеда в Великобритании и Дугласа на острове Мэн. Эти маршруты находятся в ведении компаний Irish Ferries, Stena Line, Celtic Link Ferriesи и P&O Ferries.
Сеть автомобильных  дорог в Ирландии хорошо развита и настоящее время имеет протяжённость 1017 километров. Автодороги связывают Дублин со всеми крупными городами страны, есть планы по расширению этой системы автомагистралей. В последние годы качество ирландских автодорог значительно улучшилось благодаря росту экономики страны, а также финансированию со стороны Европейского Союза, хотя за пределами основных маршрутов дороги могут выглядеть совершенно непредсказуемыми с точки зрения качества и содержания, особенно в сельских районах, таких как графства Керри и Донегол.
Сеть железных дорог в Ирландии была наиболее развита в 1920-е годы, в это время протяжённость ирландских железных дорог составила 5 600 км (3 400 миль), к нашему времени сохранилось только около трети от этой протяжённости. По состоянию на начало 2014 года в Ирландии имеется только одна легкорельсовая транспортная система — Luas в Дублине, открытая в 2004 году. За 2010 год Luas перевёз 27,5 миллионов пассажиров, по поводу чего министр транспорта Ирландии Лео Варадкар отметил, что это — крупнейший успех за всю историю общественного транспорта Дублина.

## Достопримечательности

### Города

#### Дублин
Дублин — столица и крупнейший город Ирландии. Благодаря территориальной близости к Великобритании, Дублин был важнейшим городом Ирландии во время британского владычества (до 1922 года, когда было создано Ирландское Свободное государство). Дублинский аэропорт находится в непосредственной близости от города, поэтому большинство иностранных туристов начинают знакомство с Ирландией именно отсюда. Среди главных достопримечательностей города — Дублинский замок (резиденция британских властей в Ирландии до 1922), Феникс-парк — один из крупнейших городских парков в мире, Главпочтамт Дублина — одно из самых известных исторических зданий Ирландии в связи с Пасхальным восстанием 1916 года, бывшая тюрьма Килмэнхем, превращённая в музей, а также Тринити-колледж, где находятся Келлская книга и Книга из Дарроу. В 2010 году ЮНЕСКО присвоило Дублину почётное звание City of Literature в ознаменование того, что город является родиной многих известных писателей, таких как Джеймс Джойс и Сэмюэл Беккет.
Другие достопримечательности Дублина:
- Пивоварня Гиннесс[англ.], основанная в 1759 году, где варят знаменитое пиво Гиннесс;
- Блумсдэй, фестиваль в честь Джеймса Джойса, автора романа «Улисс», события которого развёртываются в Дублине. Проводится ежегодно 16 июня — в день, когда происходит действие романа[14];
- Мост Полпенни, мост через реку Лиффи;
- Кроук Парк, один из крупнейших стадионов Европы и главный стадион Гэльской атлетической ассоциации[15];
- Темпл-Бар, площадь в южной части города, с большим количеством узких средневековых улиц, известная своими пабами и ночными клубами;
- Сант-Стивенс-Грин, общественный парк в центре города.

Любители острых ощущений могут принять участие в ночной экскурсии «Привидения Дублина».

#### Корк
Расположенный на южном побережье Ирландии, Корк является вторым по величине городом в стране. Многие из наиболее известных зданий Корка построены в XIX веке, в период резкого роста населения города. Наиболее известны два собора — Собор Пресвятой Девы Марии и Святой Анны и Собор Святого Финбарра. Ещё одной исторической достопримечательностью является городская тюрьма, открытая в 1824 году, в настоящее время реконструированная в туристический объект, где посетители могут оценить условия жизни заключённых двухвековой давности. Самым знаменитым здание и символом города Корк является Церковь Святой Анны, известная своей башней с часами, которую окрестили «Четыре столкнувшихся лгуна», поскольку эти часы имеют четыре циферблата, показывающих разное время. Аэропорт Корка находится в непосредственной близости от города и связывает Корк с рядом европейских городов, хотя большинство авиарейсов выполняется только в летний период.
Другие достопримечательности Корка:
- Зоопарк Фота[англ.], зоопарк, расположенный в непосредственной близости от города, на острове Фота[англ.], одна из самых популярных туристических достопримечательностей в стране[17].
- Форт-Элизабет[англ.] — оборонительное сооружение XVII века;
- Оперный театр Корка[англ.], построенный в 1850-х годах;
- Английский рынок[англ.], продовольственный рынок, основанный в 1610 году. Рынок привлекает посетителей со всего мира, в 2011 году его посетила королева Елизавета II во время своего государственного визита в Ирландию[18][19].
- Ирландский национальный университет в Корке;
- Замок Бларни, средневековый замок в городе Бларни, к западу от Корка. В стену замка вмонтирован Камень Красноречия, по легенде — часть Скунского камня, который дарует дар красноречия каждому, поцеловавшему его;
- Замок Десмонд;
- Замок Блэкрок.

#### Лимерик
Город Лимерик, расположенный в устье реки Шаннон, на протяжении более 800 лет играл роль «ворот» для западной Ирландии. Благодаря расположению города в середине Атлантического коридора, Лимерик стал своего рода базой для туристов, путешествующих вдоль западного побережья Ирландии. Самой известной достопримечательностью города является замок короля Иоанна Безземельного, основанный в XIII веке. В городе также расположен Музей Хант — одна из богатейших частных коллекций в мире. В музее представлена обширная коллекция античных и средневековых произведений искусства и скульптуры, включая артефакты Древней Греции, Древнего Рима, Древнего Египта и цивилизации ольмеков. В экспозиции музея также имеются работы Пабло Пикассо, Пьер-Огюста Ренуара, Джека Йейтса и Генри Мура.
Другие достопримечательности Лимерика:
- Деревня Фойнс c музеем, небольшая деревня за пределами города Лимерик, которая была последним пунктом захода для гидросамолетов, вылетавших в Северную и Южную Америку. Здесь располагался один из самых больших гражданских аэропортов Европы во время Второй мировой войны, и здесь же впервые был приготовлен напиток «кофе по-ирландски»[23][24].
- Собор Святого Иоанна, один из двух соборов в городе. Построен в неоготическом стиле, является одним из немногих ирландских зданий, спроектированных Филиппом Хардвиком[англ.]. Действует с 1861 года, шпиль собора является самым высоким в стране (94 метра)[25].
- Адэр — деревня, центр культурного наследия; пользуется популярностью в связи с оригинальной архитектурой[26].
- Лох-Гур, один из главных археологических памятников в Ирландии, где расположены стоянки древнего человека, жившего здесь более 5 тыс. лет назад, дольмены и мегалитические сооружения.

#### Голуэй
Голуэй является самым молодым городом в Ирландии, поскольку права города получил только в 1985 году. Известен главным образом своей атмосферой развлечений и отдыха. 25 % населения города Голуэй состоит из студентов, поскольку в городе расположено отделение Ирландского национального университета и Технологический институт Голуэй-Мейо. Голуэй особенно популярен среди американских туристов, которые считают его «самым ирландским» из городов Ирландии, и является одним из немногих регионов, где можно услышать ирландскую речь, поскольку он расположен в нескольких километрах от Гэлтахт. К северу от Голуэя находится Лох-Корриб — крупнейшее озеро Ирландии.
Паромное сообщение связывает деревню Россавил, расположенную неподалёку от Голуэя, с островами Аран. Острова находится примерно в 40 минутах езды на пароме. На островах Аран в основном используется ирландский язык, автомобили там довольно редки и основным видом транспорта является велосипед.

#### Уотерфорд
Город Уотерфорд расположен на юго-востоке Ирландии. Это самый маленький город в стране, с населением чуть более 50 тысяч (2011), хотя по возрасту он является самым старым (основан викингами в 914 году). Является одним из самых тёплых мест в Ирландии, получая в среднем дополнительный час солнечного света каждый день. К югу от Уотерфорда, на побережье, расположен город Трамор — популярное место пляжного отдыха, имеет 5-километровый пляж, а также является известным местом сёрфинга.

### Побережье и морские курорты
Ирландия славится своей живописной береговой линией и прибрежными скалами. Наиболее известные из них расположены на западе страны, в основном в провинции Манстер. Самыми известными скалами Ирландии являются утёсы Мохер в графстве Клэр, но самые высокие скалы Ирландии и Великобритании — скалы Крогхон, на Атлантическом побережье острова Акилл, графство Мейо, достигающие в высоту 688 метров, что в три раза выше, чем утёсы Мохер. Иногда высочайшими скалами Ирландии ошибочно называют скалы Слив-Лиг в графстве Донегол, но они занимают лишь второе место по высоте (601 метр).
На юге и юго-западе Ирландии находятся морские курорты, такие как Килки, Лехинч, Куилти, Спейниш-Порт и Дунбег в графстве Клэр, Йол, Балликоттон, Кинсейл и Бантри в графстве Корк и Гленби, Дингл, Каслгрегори и Баллибанион в графстве Керри. В графствах Донегол, Слайго и Кдэр особенно популярен сёрфинг.
Одним из самых популярных туристических маршрутов по Ирландии является Кольцо Керри протяженностью 166 километров, проходящий через полуостров Айверах в графстве Керри. Основные точки маршрута: Килларни — Кенмэр — Сним — Уотервилл — Кэрсивин — Гленби — Киллорглин.

### Фестивали и праздники

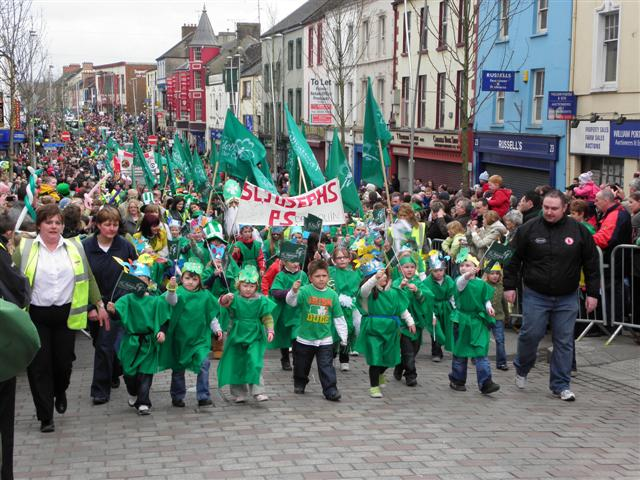
Парад в День святого Патрика

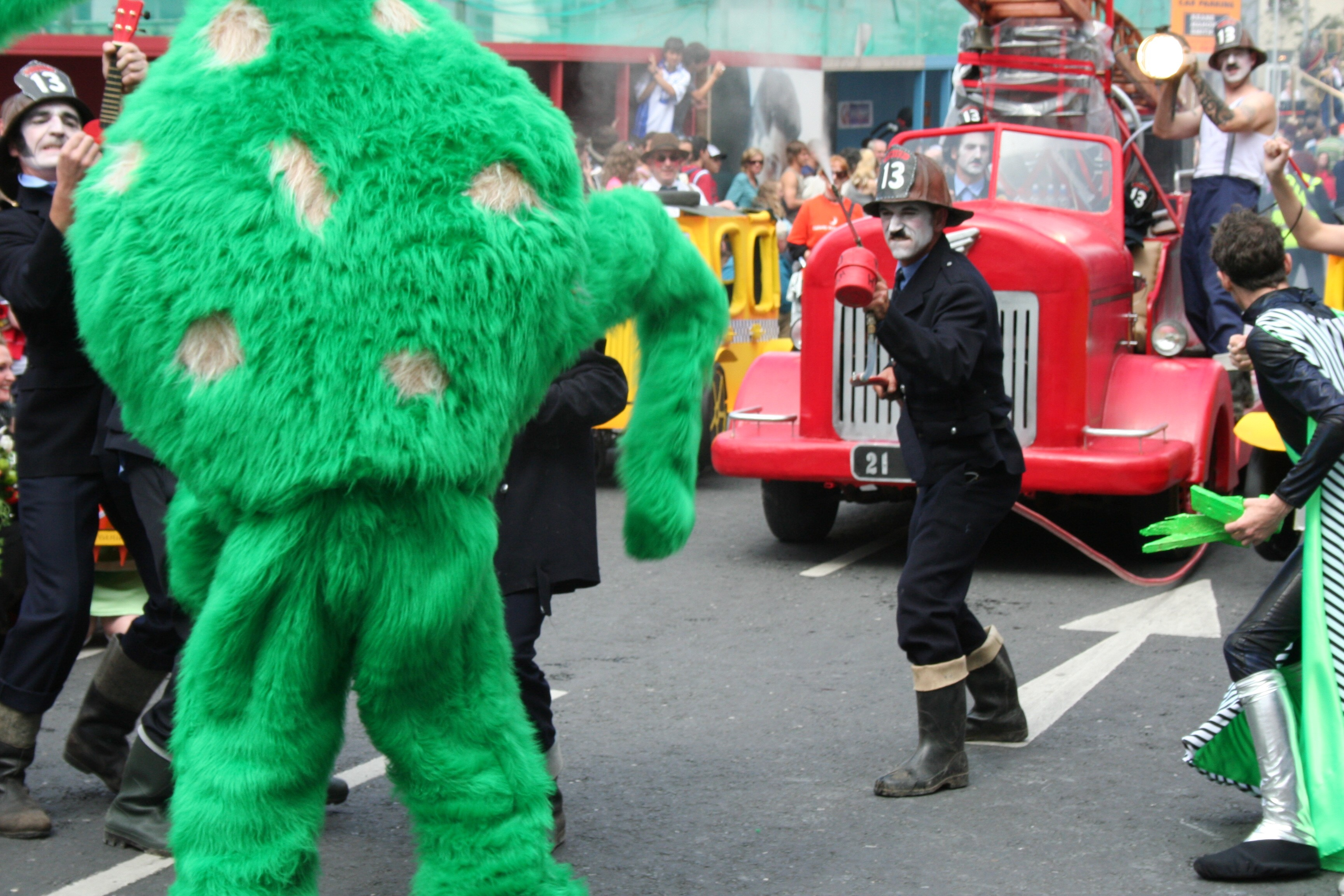
Фестиваль искусств в Голуэе

Ирландия славится своими фестивалями, большинство из которых проходит ежегодно. Самым известным из них является фестиваль Святого Патрика, который проходит по всей Ирландии, а также отмечается поклонниками ирландской культуры во всём мире. Хотя день Святого Патрика отмечается 17 марта, фестиваль Святого Патрика в Ирландии длится больше недели, и его программа включает в себя парады 17-го марта, а также Скайфест — фейерверк, сопровождающийся музыкой композитора Марка МакКейба. Мероприятия фестиваля Святого Патрика включают также неделю ирландского языка, целью которой является развитие ирландского языка. Главный парад в дни фестиваля проходит в Дублине при огромном стечении народа (в 2012 году в нём приняло участие более 500 тысяч человек).
Другой ирландский фестиваль, известный во всём мире — музыкальный фестиваль Oxegen, который проводится с 2004 года. Этот фестиваль длится четыре дня и в течение двух лет подряд был назван лучшим европейским фестивалем по данным опроса, проведённого во Франции, Нидерландах, Испании и Великобритании. В фестивале Oxegen принимали участие такие «звёзды», как Бейонсе, The Black Eyed Peas, Afrojack, Эминем и Coldplay.
Главными спортивными мероприятиями для ирландцев являются ежегодные финалы всеирландского чемпионата по хёрлингу и всеирландского чемпионата по гэльскому футболу. Эти матчи, как правило, проходят в середине сентября на дублинском стадионе Кроук Парк и собирают до 80 тысяч зрителей.
Всемирно известный ирландский фестиваль Роза Трали — это международный конкурс, в котором участвуют сообщества из ирландской диаспоры всего мира, проходит ежегодно в городе Трали (графство Керри). Участники фестиваля соревнуются в мастерстве исполнения национальных песен и баллад. Главным требованием к участникам является наличие ирландских корней.
В Голуэе ежегодно в последний понедельник июля проводятся Голуэйские скачки. Эти скачки пользуются всемирной известностью и привлекают большое количество зрителей. В среднем за неделю скачки посещает порядка 150 тысяч человек.
Ещё один популярный фестиваль в Голуэе — международный фестиваль устриц, проходящий с 1954 года в последний уик-энд сентября. За 60 лет существования этот фестиваль был удостоен многих престижных наград и титулов; в частности, газета Sunday Times назвала его «одним из 12 величайших шоу на земле», а AA Travel Guide включил в список семи лучших гастрономических фестивалей Европы, наряду с Октоберфестом.
С 1978 года в Голуэе проходит также ежегодный фестиваль искусств, на котором представлены как исполнительское, так и изобразительное искусство. Фестиваль проходит в июле и каждый год собирает около 150 тысяч посетителей.
С 2004 года в деревне Страдбалли, графство Лиишь, ежегодно проводится музыкальный фестиваль Электрический Пикник. По сравнению с другими крупными музыкальными фестивалями, организаторы фестиваля придают большее значение качеству сервисов для участников, таких как питание и проживание. По оценке журнала Rolling Stone, это один из лучших когда-либо проводившихся музыкальных фестивалей.
Один из самых старых фестивалей в стране — Фестиваль знакомств в Лисдунварне, который проводится с 1892 года.
Проходит ежегодно в Лисдунварне — деревне в графстве Клэр с населением менее 800 человек. В сентябре в Лисдунварну съезжаются от 20 до 40 тысяч человек со всего мира, желающих найти себе пару. В последние годы фестиваль стал особенно популярен среди туристов из Дальнего Востока. Фестиваль в Лисдунварне стал одним из крупнейших фестивалей знакомств в Европе.

### Геологический туризм
В Ирландии имеется много геологических достопримечательностей, большинство из которых расположены вдоль побережья. Два наиболее значимых геологических объекта находятся в графстве Клэр — это утёсы Мохер и каменистая местность Буррен. Утёсы Мохер являются одним из самых популярных для туристов мест стране, их возраст оценивается примерно в 320 миллионов лет, то есть они сформировались во время каменноугольного периода, когда будущая Ирландия была под водой. Буррен также сформировалась в этот период. Когда тропическое море затопило юг страны, началось формирование известняковых пород, которые встречаются в Ирландии во многих местах. Когда море обмелело, известняк покрывался многочисленными слоями песчаника и глинистого сланца. Буррен является одним из крупнейших карстовых ландшафтов в Европе и одним из немногих мест в стране, где известняк виден над землей.
Многие горы Ирландии формировались в период каледонской складчатости, большинство из них возникло от 400 до 250 миллионов лет назад и могло достичь высоты Альп, но из-за выветривания стало значительно ниже.

## Статистика
В 2011 году Ирландию посетило 6,24 млн иностранных туристов (прирост на 1 % по сравнению с 2010 годом)
| Рейтинг | Страна                              | Число туристов | %     |
| ------- | ----------------------------------- | -------------- | ----- |
| 1       | Великобритания                      | 2,799,000      | 45 %  |
| 2       | США                                 | 811,000        | 13 %  |
| 3       | Германия                            | 411,000        | 6.5 % |
| 4       | Франция                             | 381,000        | 6 %   |
| 5       | Испания                             | 233,000        | 4.5 % |
| 6       | Бельгия, Нидерланды и Люксембург    | 225,000        | 4 %   |
| 7       | Италия                              | 214,000        | 3 %   |
| 8       | Дания, Финляндия, Норвегия и Швеция | 172,000        | 3 %   |
| 9       | Австралия и Новая Зеландия          | 143,000        | 2 %   |
| 10      | Канада                              | 93,000         | 1 %   |
|         | Остальные страны Европы             | 548,000        | 9 %   |
|         | Остальные страны мира               | 210,000        | 3 %   |
|         | Всего                               | 6,240,000      | 100 % |

В 2012 году Ирландию посетило 6,286 млн иностранных туристов (прирост менее 1 % по сравнению с 2011 годом).
| Рейтинг | Страна                              | Число туристов | %     |
| ------- | ----------------------------------- | -------------- | ----- |
| 1       | Великобритания                      | 2,722,000      | 43 %  |
| 2       | США                                 | 833,000        | 13 %  |
| 3       | Германия                            | 437,000        | 7 %   |
| 4       | Франция                             | 384,000        | 6 %   |
| 5       | Испания                             | 240,000        | 4 %   |
| 6       | Бельгия, Нидерланды и Люксембург    | 226,000        | 3.5 % |
| 7       | Италия                              | 239,000        | 4 %   |
| 8       | Дания, Финляндия, Норвегия и Швеция | 180,000        | 3 %   |
| 9       | Австралия и Новая Зеландия          | 158,000        | 2.5 % |
| 10      | Канада                              | 107,000        | 2 %   |
|         | Остальные страны Европы             | 540,000        | 8.5 % |
|         | Остальные страны мира               | 219,000        | 3.5 % |
|         | Всего                               | 6,286,000      | 100 % |